# Glimpse
Glimpse es una película del año 2005.

## Sinopsis
Imágenes de Sudáfrica, su naturaleza, su gente, sus ciudades, sin comentarios, con una banda sonora original e hipnótica. Este documental traza un único retrato de la gente y del paisaje de Sudáfrica en el tramo final de la primera década de libertad. Se da una visión caleidoscópica de este país, una década después del fin del apartheid.

## Premios
- South African Film and TV Awards, 2006